# رباعي بيروكسوكرومات البوتاسيوم
رباعي بيروكسوكرومات البوتاسيوم مركب كيميائي صيغته المجملة K3CrO8، والتي يمكن كتابتها على الشكل K3[Cr(O2)4]؛ ويوجد على هيئة صلب بني محمر.

## التحضير
يحضر هذا المركب من تفاعل هيدروكسيد البوتاسيوم وبيروكسيد الهيدروجين مع أكسيد الكروم السداسي؛ أو مع كرومات البوتاسيوم:
{\displaystyle {\ce {2K2CrO4 + 9H2O2 + 2KOH -> 2K3CrO8 + O2 + 10H2O}}}

## الخواص
يوجد المركب في الشروط القياسية على هيئة صلب بني محمر، وهو واحد من الأمثلة النادرة على الكروم في حالة الأكسدة +5، والتي تتثبت بوجود ربيطات البيروكسيد.

## الاستخدامات
يمكن باستخدام رباعي بيروكسوكرومات البوتاسيوم الحصول على الأكسجين الفردي Singlet oxygen، والذي يكون في حالة كمومية تكون فيها جميع الإلكترونات متزاوجة.